# 바레인섬
바레인섬(아랍어: جزيرة البحرين Jazīrah al-Baḥrayn), 다른 이름으로 아왈섬 그리고 옛 지명인 바레인은 바레인 군도 내에서 가장 큰 섬으로, 바레인국의 영토 대부분을 차지한 섬이자 대다수의 인구가 살고 있는 섬이다.

## 지리
바레인섬의 대부분은 페르시아만 내에서도 비교적 얕은 수심의 후미와 마주하는데 이를 바레인만이라고 부른다. 바다와 인접한 쪽은 바위가 많은 험한 지형이며 주로 섬 북부 해안가에는 광활한 규모의 산호초가 펼쳐져 있다. 섬 대부분은 저지대이며 척박한 사막 지대이다. 이곳의 석회암에는 다양한 밀도의 염사 (鹽沙)로 덮여 있어 주로 가시나무나 덤불 같은 생명력이 강한 사막 초목들만 자생한다. 북부 해안가를 따라 5km 길이의 좁지만 비옥한 지대가 있어 대추야자, 아몬드, 무화과, 석류나무 따위가 자란다. 섬 안쪽에는 단층애가 형성되어 최대고도 134m까지 올라가는데 이는 바레인섬의 최고봉인 두칸산을 이룬다. 두칸 산은 담배 산이라는 뜻으로 정상 부근에 옅은 안개가 자주 끼는 점에 빗대어 붙여진 이름이다. 바레인의 대다수 유정들은 이 산 부근에 위치해 있다.

## 기후
바레인섬 지역의 기후는 매우 건조하나, 섬으로 되어 있는 지형이기 때문에 대기중의 습도는 높은 편이다. 연간 펑균기온은 28 °C이다. 최난월인 8월에는 평균 기온이 38 °C이며 최한월인 1월에도 평균 기온은 18 °C이다. 연간 평균 총 강수량은 144mm이다. 최대 평균 강수량은 11월 강수량인 38mm이고 최소 평균 강수량은 10월 강수량인 1mm이다. 4월부터 낮기온이 보통 40~45 °C를 넘으며, 야간의 습도는 80~90%에 달한다.

## 행정과 도시
바레인 왕국의 수도인 마나마가 바레인섬 동북쪽 끝에 위치해 있다. 주요 항구인 미나살만도 바레인섬에 있으며 석유 정제 시설과 상업센터도 이곳에 있다.
바레인의 행정구역 상으로는 총 세 개의 주로 나뉜다.

## 교통
바레인섬과 인접한 다른 섬, 그리고 사우디아라비아 본토 간에 둑길과 다리가 연결되어 있다. 1929년에 처음으로 둑길이 건설되어 세 번째로 큰 섬인 무하라크섬 사이를 이었다. 현재 무하라크섬을 연결하는 둑길은 총 세 개가 있다.
- 셰이흐 하마드교: 무하라크 시와 외교 구역을 연결
- 셰이흐 이사 빈 살만 둑길: 무하라크시/부사히틴시와 외교 구역을 연결
- 셰이흐 칼리파교: 히드와 주파이르 사이를 연결

동부 해안가에 위치한 석유 수출 항만인 시트라는 바레인섬 본토와의 좁은 해협을 가로지르는 다리가 놓여 있으며, 서쪽 해안가에는 움안나산섬을 잇는 둑길이 놓여있다. 이 둑길은 파흐드 국왕 둑길을 통해 사우디 본토의 쿠바르 마을과 계속 이어진다. 움안나산섬은 바레인 국왕의 사유지이자 개인용 수렵 구역이기도 하다.

## 사진

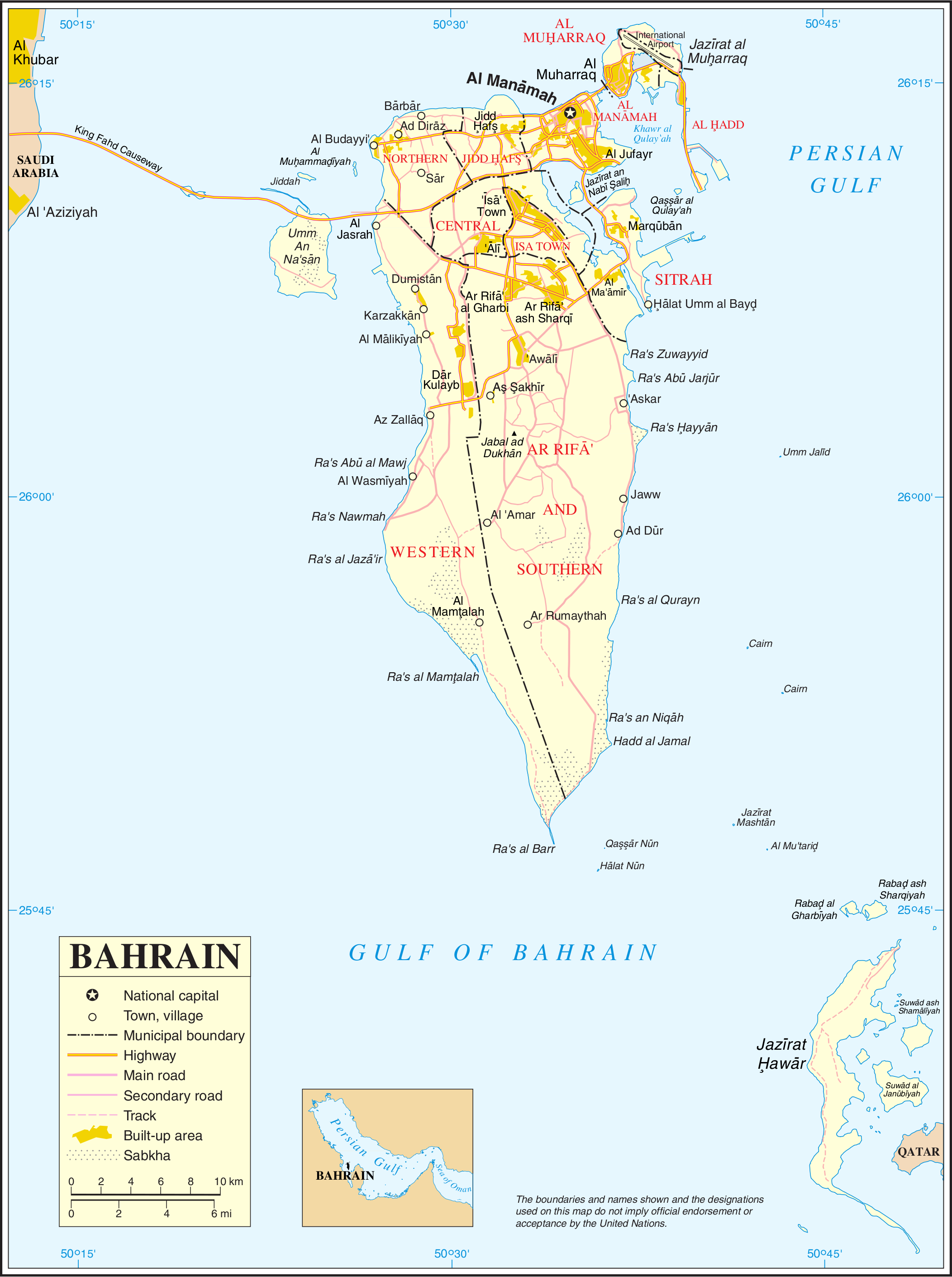
지도
행정구역도
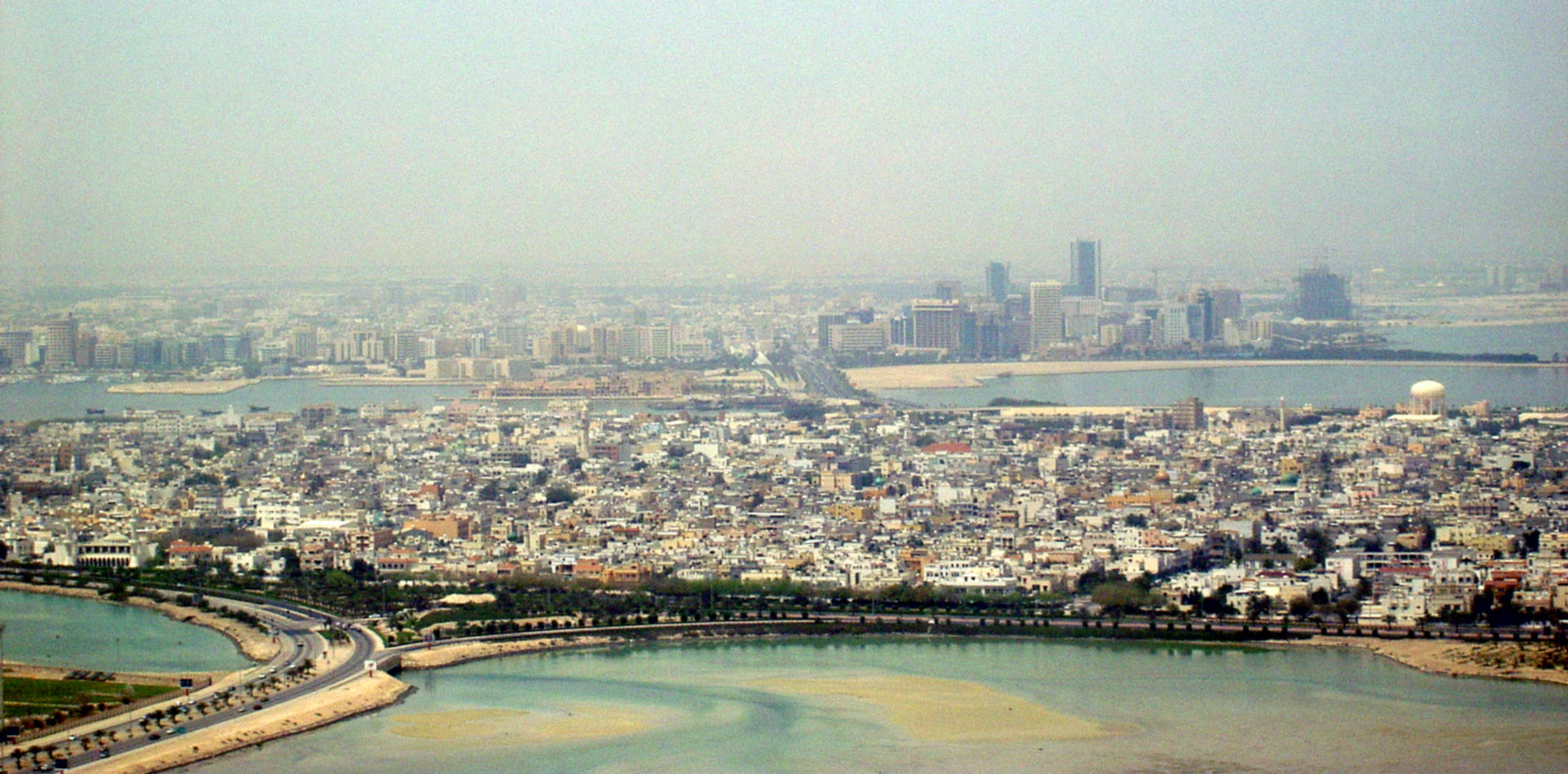
무하라크와 그 뒤로 보이는 바레인섬의 마나마
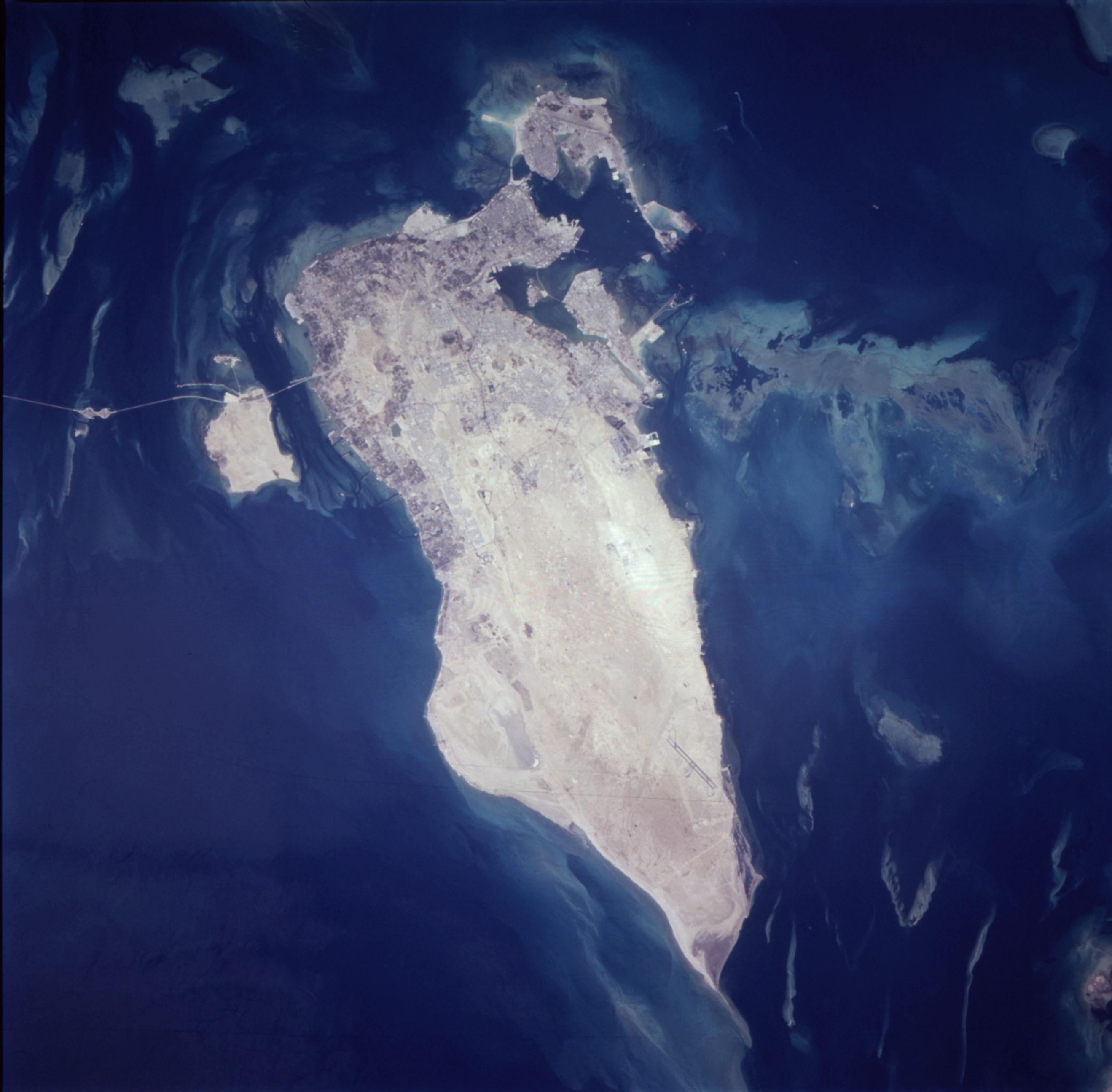
우주에서 본 바레인섬(중앙)